# Europejska Konferencja Administracji Poczty i Telekomunikacji
Europejska Konferencja Administracji Poczty i Telekomunikacji (ang. European Conference of Postal and Telecommunications Administrations), CEPT (skrót pochodzi od francuskiej nazwy Conférence européenne des administrations des postes et des télécommunications) jest organizacją koordynującą regulacje na rynku pocztowym i telekomunikacyjnym w Europie.
Obecnie CEPT zrzesza 48 państw, w tym Polskę. Z doświadczenia i wytycznych tej organizacji korzystają między innymi regulatorzy rynku telekomunikacyjnego w tych krajach, oraz Komisja Europejska.

## Historia
CEPT zostało utworzone w 1959 roku przez 19 państw członkowskich, jako organizacja zrzeszająca firmy mające monopol na działalność telekomunikacyjną i pocztową na terenie tych krajów. 
Wraz z demonopolizacją rynku telekomunikacyjnego, firmy te założyły własne organizacje, a w CEPT zaczęły działać urzędy regulujące rynek telekomunikacyjny i pocztowy w krajach członkowskich.
Do zasług CEPT można między innymi zaliczyć rozpoczęcie prac nad standardem GSM, oraz opublikowanie jego pierwszych specyfikacji. Później prace nad nim przejął powołany przez CEPT, Europejski Instytut Norm Telekomunikacyjnych (ETSI).

## Struktura
W skład CEPT wchodzą:
- CERP (Comité européen de Réglementation Postale), zajmuje się regulacjami związanymi z rynkiem pocztowym;
- ECC (Electronic Communications Committee), komitet powstały w 2001 roku z połączenia ERC (European Radiocommunications Committee) odpowiedzialnego za zagadnienia radiokomunikacyjne i ECTRA (European Committee for Regulatory Telecommunications Affairs) zajmującego się regulacjami związanymi z rynkiem telekomunikacyjnym.

## Kraje członkowskie
Na dzień 24 czerwca 2007 członkami CEPT jest 48 krajów:
Albania, Andora, Austria, Azerbejdżan, Białoruś, Belgia, Bośnia i Hercegowina, Bułgaria, Chorwacja, Cypr, Czechy, Dania, Estonia, Finlandia, Francja, Gruzja, Niemcy, Grecja, Węgry, Islandia, Irlandia, Włochy, Łotwa, Liechtenstein, Litwa, Luksemburg, Malta, Mołdawia, Monako, Czarnogóra, Holandia, Norwegia, Polska, Portugalia, Rumunia, Rosja, San Marino, Serbia, Słowacja, Słowenia, Hiszpania, Szwecja, Szwajcaria, Macedonia, Turcja, Ukraina, Wielka Brytania i Watykan.
W związku z agresją na Ukrainę, CEPT z dniem 18 marca 2022 roku, zawiesiła członkostwo Federacji Rosyjskiej i Białorusi.